# Inez Bjørg David
Inez Bjørg David (ur. 6 lutego 1982 w Aarhus) – duńska aktorka.

## Życiorys
Inez uczęszczała do szkoły teatralnej w Kopenhadze i na prywatne lekcje aktorstwa. 
W czerwcu 2006 roku, zagrała w niemieckiej telenoweli Burza uczuć, jako Miriam Saalfeld, z dom. Heideberg, Grała tam do grudnia 2007 roku do końca listopada. W 2008 roku powraca gościnnie. W 2008 Inez znalazła się w piątce "najseksowniejszych kobiet na świecie".

## Życie prywatne
Inez ma dwie siostry, aktorkę Marike Elene David, urodzoną w 1978 roku, i piosenkarkę Annę David, oraz brata. Od 2004 do 2008 był w związku z aktorem Dominikiem Saleh-Zaki. Obecnie mieszka z aktorem Mirko Lang w Berlinie, mają dwoje dzieci.

## Filmografia
- 2002: Berlin, Berlin
- 2002: Müde Krieger
- 2002: Money Jumper
- 2002: Sommer Hereos
- 2003: Dasein
- 2003-2006: Verbotene Liebe
- 2004: Hellseher
- 2004: Wilde Jungs
- 2004: Hexenjagd
- 2005: Sicht eines Freundes
- 2006 - 2007, 2008: Burza uczuć
- 2008: Im Tal der Wilden Rosen
- 2008: Die Märchenstunde
- 2009: Inga Lindström
- 2009: Männerherzen
- 2009: SOKO Köln
- 2009 – 2011: Kommissarin Lucas
- 2010: Zimmer 205 (Kino)
- 2010: Go West – Freiheit um jeden Preis
- 2011: Männerherzen … und die ganz ganz große Liebe
- 2011: Die zertanzten Schuhe
- 2011: Notruf Hafenkante (seria) - Ein letzter Kuss (odcinek 141, sezon 6)
- 2013: Inga Lindström
- 2013: Doc meets Dorf
- 2014: Großstadtrevier
- 2014: Alles ist Liebe
- 2015: Tatort: Schwerelos